# Stadion Junactwa w Smorgoniach
Stadion Junactwa – stadion sportowy w Smorgoniach, na Białorusi. Obiekt może pomieścić 2650 widzów. Swoje spotkania rozgrywają na nim piłkarze klubu FK Smorgonie.